# Нора Уокер
Нора Уокер (англ. Nora Walker) — персонаж американского телесериала «Братья и сёстры», роль которого исполняла актриса Салли Филд. Нора — главная героиня сериала.
Салли Филд выиграла выиграла главную телепремию «Эмми» в номинации «Лучшая актриса драматического сериала» в 2007, и была номинирована в 2008 и 2009 годах, а в 2009 выиграла «Премию Гильдии киноактёров США за лучшую женскую роль в драматическом сериале». Она также трижды была номинирована на «Золотой глобус».

## Обзор
В первоначальном варианте пилотного эпизода семейство Уокеров носило фамилию Марш, а их мать имела имя Ив и была сыграна актрисой Бетти Бакли. Персонаж в исполнении Бакли не был центральным героем в пилоте и был задуман как испорченная жизнью женщина, озлобленная на весь мир. Позже продюсеры решили полностью изменить концепцию сериала и персонажа, сделав её главной героиней, мягкой и располагающей к себе женщиной, любящей своих детей и внуков, и на роль была приглашена Филд. Пилотный эпизод был переснят с изменённой Норой.Критики хорошо приняли сериал и исполнение актрисой роли главы большого семейства. Она выиграла премию «Эмми» в категории «Лучшая актриса в драматическом сериале» в 2007 году, награду «Гильдии киноактёров США за лучшую женскую роль в драматическом сериале» в 2009 году, а также была номинирована на «Золотой глобус» за «Лучшую женскую роль в телевизионном сериале — драма» в 2008 и 2009 годах.
Нора матриарх семьи Уокер. У неё пятеро детей: Сара , Китти , Томми , Кевин и Джастин . У неё есть брат, Саул . У неё были сложные отношения с матерью Идой. У неё два зятя: Роберт Маккаллистер и Скотти Уэанделл. Нора также имеет семь внуков.
Нора умная, нежная, добрая женщина, обожающая своих детей и внуков, и готовая на все ради их счастья. У Норы сложные отношения с Китти, но все-таки для Китти нет человека ближе, чем мать. Нора — смелая женщина, которая приняла внебрачную дочь Уильяма Ребекку. Для неё очень важны семейные ценности.

## Сюжетные линии

### Сезон 1
В первом эпизоде муж Норы, Уильям, умер от сердечного приступа. Позже она узнала о его длительных изменах и о внебрачной дочери от связи со своей любовницей, Холли. Нора медленно учится принимать правду, которую она узнала, между тем заботясь о своих пяти детях. Кроме того, она начинает короткий роман с человеком по имени Дэвид Мортон. Однако их отношения заканчиваются, когда Нора осознает что неготова к отношениям после смерти мужа.

### Сезон 2
Во втором сезоне Нора начинает оправляться от смерти мужа и начинает новый роман. В эпизоде «Separation Anxiety» Норе была дана возможность уехать из Пасадены, но её любовь к своим пятерым детям и в частности забота о Китти, не позволила ей сделать этогои Нора решила всю оставшуюся жизнь быть рядом с семьей. У неё были отношения с политическим консультантом Исааком Маршаллом (которого играет Дэнни Гловер), который является вдовцом с пятью детьми. Их роман закончился из-за его работы.

### Сезон 3
В начале третьего сезона Нора начинает свою благотворительную деятельность, и распродает некоторые памятные вещи. У неё начинается краткосрочный роман с архитектором Роджером Грантом в период когда она занималась реконструкцией благотворительной клиники. Их роман заканчивается когда Нора узнает что он состоит в браке. Затем он решает развестись с женой, чтобы быть с Норой, но она говорит ему, что она не может взять на себя ответственность за их развод и не хочет быть с ним такой ценой.

### Сезон 4
В четвёртом сезоне, Нора помогает своей дочери, Китти справится с её раком. Она делает все возможное, чтобы сохранить свою семью в такое трудное время, однако Томми и Джулия разводятся, и это её сильно огорчает. Она конфликтует с Холли из-за того как спланировать свадьбу Джастина и Ребекки. К ней также приезжает её консервативная мать Ида. Нора изо всех сил пытается помочь Китти пройти через её рак. Она встречает онколога, который был волонтером в клинике имени Саймона Крэйга. Тот факт, что он моложе беспокоит Нору, но в конце концов они начинают недолгий роман.

### Сезон 5
В начале пятого сезона Нора беспокоится о своих детях, но решает не лезть в их жизнь, в результате чего её брат говорит ей что она потеряла своё мнение и дети больше не слушают её. Выясняется что она нашла работу флориста(хотя убеждает всех остальных, что она лесбиянка, увидев её на улице, когда она дарила букет женщине). Нора бросает работу из-за того что её начальница считает что она слишком стара и никому не нужна. Она становится ведущей собственного радиошоу, где дает советы звонящим. Она также пытается убедить Холли, чтобы она осталась с ней в Пасадене, и не переезжала в Нью-Йорк с Дэвидом. Холли сначала соглашается, но решает переехать после того как Нора пытается приучить её к своему идеальному порядку. Нора получить шокирующую новость, что её мать Ида Холден умерла.
Позже выяснилось, что у неё был роман с Ником Броди (Бо Бриджес) до того как она вышла замуж, который фактически является биологическим отцом Сары. Сначала Сара не хочет иметь ничего общего с Броди. Хотя она и была зла на него в начале, в день своей свадьбы Сара примеряется с Броди и он ведет её под венец.
В финальной сцене сериала Нора смотрит на свою новую большую семью и понимает — Она очень довольна своей жизнью.